# Juan García Torres
Juan García Torres, conegut com a Juanito Mariana, (Cadis, 10 de febrer de 1946) fou un futbolista espanyol de les dècades de 1960 i 1970.

## Trajectòria
El sobrenom Mariana prové del nom de la seva àvia amb què era conegut. Començà a practicar el futbol a l'escola La Salle i als clubs Pastora i Santo Domingo. Amb 12 anys es traslladà a Barcelona on jugà a la Penya Kubala, del barri de Collblanc. Tres anys més tard retorna a Cadis per jugar al CD Berchmans i al Balón de Cádiz amb 16 anys. Amb 18 anys passa al Cadis CF a Segona Divisió. La temporada 1968-69 fitxa pel FC Barcelona, debutant a primera divisió. No triomfà al Barça per culpa de les lesions i la temporada següent fitxà pel Granada CF. Acabà la seva carrera novament al Cadis CF i al Llevant UE.